# Ejército Verde (Rusia)

Bandera utilizada por los campesinos del Ejército Verde. Usualmente usaban negro, verde o una combinación de ambos.

El término Ejércitos Verdes (ruso: Зелёная Армия) o Verdes (ruso: Зелёные) es la denominación genérica dada a grupos de campesinos armados que enfrentaron a todos los bandos gubernamentales involucrados en la guerra civil rusa.
En cambio, por rojos se entiende a los bolcheviques y sus aliados iniciales, los eseristas de izquierdas. La denominación blanco se refiere a una heterogénea oposición débilmente unida de zaristas ultraconservadores, monárquicos constitucionales, kadetes, mencheviques, eseristas y laboristas. Además, estaban los anarquistas del Ejército Negro y Kronstadt; los islamistas basmachís en Asia Central; las intervenciones de los Imperios Centrales y después de los Aliados; los atamanes cosacos interesados solo en su propio poder; y, finalmente, los grupos separatistas o autonomistas de diversas nacionalidades que aprovechaban el caos para librarse de Moscú.
Todos estos movimientos estaban desorganizados, sin coordinación entre ellos y controlaban regiones periféricas del fenecido Imperio, en cambio, los bolcheviques dominaban la población e industria del centro, pudiendo vencer uno a uno a sus rivales.
Motivadas por el deseo de proteger a sus comunidades de las requisas, las represalias ante cualquier resistencia, las levas forzadas y los excesos militares que practicaban todos los bandos, las revueltas comenzaron en 1918 pero eran fácilmente sofocadas. Solo desde el año siguiente se volvieron masivas, cuando los comunistas iniciaron las grandes levas, alcanzando su clímax en el invierno de 1920-1921, cuando los bolcheviques empezaron a requisar cantidades de grano tales que impedían la supervivencia de los campesinos, y acabando sofocadas en 1922. Al acabar el verano de ese año, la mayoría de los rebeldes estaban militarmente vencidos y el campesinado sucumbía ante la hambruna.
Las principales hostilidades entre blancos y rojos se dieron entre finales de 1918 y principios de 1920, siendo las revueltas campesinas decisivas tanto en el desarrollo de esta guerra como para el conflicto con la naciente Polonia. En la primavera de 1919 la retaguardia comunista quedó atestada de campesinos alzados, permitiendo el avance de los contrarrevolucionarios. Posteriormente, la torpe política de los blancos, sus propios abusos contra la población y el miedo que causaba que pudieran restituir sus propiedades a la nobleza llevaron a revueltas masivas en su propia retaguardia, garantizando su derrota. Verdes y rojos quedaron «frente a frente» cuando el último gran ejército blanco, capitaneado por el barón Piotr Wrangel (1878-1928), fue expulsado de Crimea en noviembre de 1920. Para entonces los verdes estaban en el pináculo de su poder militar, pero ya era tarde para que se impusieran a los rojos, quienes a pesar de cuatro años de guerra civil, eran capaces de reunir las fuerzas y recursos suficientes para vencerlos. Los comunistas debieron iniciar verdaderas «guerras de reconquista» de la «Eurasia rusa». Como afirma el historiador español Íñigo Bolinaga sobre Rusia: «seguía siendo un continente bisoño al que le costó [al Ejército Rojo] tres años en ocupar y controlar todo el territorio ruso, una ineficacia clamorosa si se le compara con los curtidos ejércitos occidentales, mucho más preparados».
Las revueltas se concentraron en las regiones más afectadas por la guerra y las requisas bolcheviques: las cuencas de los ríos Don y Kubán, la cuenca baja del Volga, los montes Urales, la llanura de Siberia Occidental, la Rusia Meridional (Chernozem) y toda Ucrania, especialmente la mitad meridional. Hubo levantamientos con menor intensidad en el Cáucaso, Bielorrusia, y Asia Central. Ucrania en particular fue el principal campo de batalla de 1917-1922, con numerosos bandos en pugna y cambios de frente, un auténtico «embrollo político y militar». En ella se enfrentaron los rojos (que se hacen con las principales urbes a inicios de 1918 aunque sólo en otoño de 1920 aseguraron su victoria) y los blancos, principales bandos enfrentados, pero también los alemanes y austrohúngaros (intervienen reclamando territorios en 1918), negros, nacionalistas de la Rada, atamanes nacionalistas ucranianos y las «jacqueries» campesinas. Ahí estallaron las primeras grandes revueltas, entre abril y mayo de 1919, inmediatamente después que los comunistas recuperaran Kiev (6 de febrero) y organizaran la requisa de granos. Previamente los campesinos ucranianos habían organizado guerrillas para resistir a las tropas invasoras de Alemania y Austria-Hungría porque Lenin había cedido ese territorio en la Paz de Brest-Litovsk (3 de marzo de 1918). En las otras regiones productoras de grano hubo una mayor resistencia popular a las requisas, estallando rápidamente los enfrentamientos, primero en la cuenca del Volga, en el verano de 1919, luego en entre los musulmanes de Ferganá y después en el Cáucaso Norte y Siberia Occidental. En 1920-1921 vuelven a estallar la cuenca del Volga, el Cáucaso y Siberia pero desunidas entre sus caudillos ante el avance comunista, convirtiendo aquellas regiones en verdaderas «zonas negras» donde las autoridades de Moscú perdieron completamente el control de sus campos.

## Antecedentes

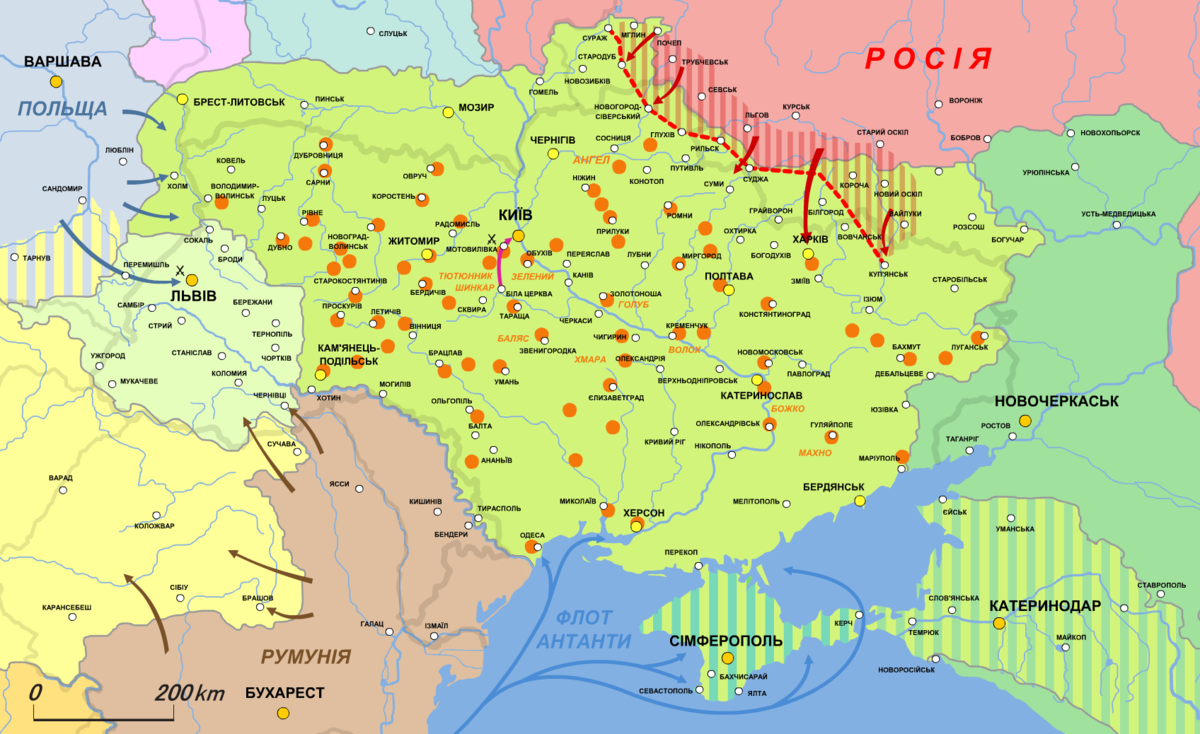
Mapa de la República Popular Ucraniana entre mayo y noviembre de 1918, bajo el régimen del Hetmanato (verde claro). En círculos naranja las principales rebeliones campesinas. Crimea y Kubán bajo control de los blancos. Los principales puertos del mar Negro son ocupados por la intervención francesa.
También puede apreciarse la Segunda República Polaca y sus ofensivas en el oeste ucraniano (azul oscuro), República Popular Bielorrusa (celeste), República Popular de Ucrania Occidental (verde limón), Reino de Rumania y sus intentos expansionistas hacia el oeste (café), el Imperio austrohúngaro al borde del colapso (amarillo), la República Socialista Federativa Soviética de Rusia con sus ataques por el norte (rojo), Lituania (rosado) y los cosacos del Don (verde oscuro).

El campesinado ruso vivió dos guerras contra el Estado ruso producto de revoluciones y que acabaron con la victoria estatal: 1905-1907 y 1917-1922. Al comenzar 1918 los comunistas solo controlan algunas ciudades, «únicos islotes bolcheviques en medio de un océano campesino» poco dispuesto a entregarles los frutos de su trabajo y someterse a cualquier autoridad externa.
El conflicto entre las poderosas ciudades y un campo que no deseaba someterse a las primeras fue una de las principales aristas de la guerra civil. Muchos interpretaban aquella resistencia como una mera expresión de la «anarquía social» que se vivía en el país. La influencia de comunista sobre los campesinos y obreros era insignificante. Controlaban algunos sóviets pero sin poder coactivo sobre la mayoría de la población, que se les oponía de forma pasiva y desorganizada, al menos no inicialmente.
Entre fines de 1917 e inicios de 1918 no hubo oposición seria a los comunistas, que controlaban el centro de Rusia, Bakú y Taskent. La única fuerza de oposición era el Ejército de Voluntarios (ruso: Добровольческая армия), apenas 3.000 hombres, aún en organización en el sur de Rusia. Todas las esperanzas blancas estaban en ganarse a los cosacos del Don y Kubán, inicialmente más interesados en obtener su propia independencia. Por su parte, Ucrania y Finlandia estaban en proceso de independizarse pero los blancos jamás reconocerían su secesión para ganarse a esas poblaciones. Solo la violenta represión bolcheviques contra los cosacos a inicios de 1918 permitió ganarlos para su causa.
Después de la Revolución de octubre las nuevas autoridades bolcheviques instauraron el comunismo de guerra. Este sistema, prototipo de la economía estalinista, buscaba abolir todo comercio privado, maximizar el comercio privado sobre la distribución y el mercado, nacionalizar toda la industria pesada, colectivizar toda la agricultura e imponer un sistema universal de racionamiento para centrar toda la economía en apoyar el esfuerzo bélico. Era una manera de combatir en el «frente interno» a sus opositores. Entre las nuevas medidas estaba el envío de funcionarios a las granjas del centro de Rusia para recoger suministros para abastecer al ejército e iniciar la construcción de la economía socialista, no importaban los medios a utilizar. Se buscaba requisar granos, ganado y caballos, reclutar de jóvenes y castigar a las aldeas sospechosas de albergar a desertores. La primera reacción de los campesinos fue enterrar sus granos, alimentar con él al ganado o destilarlo clandestinamente para hacerlo alcohol. Lo que fuera para no dárselo a los rojos. En respuesta, los comunistas organizaron un auténtico «ejército de suministros» encargado de las requisar por la fuerza los excedentes de granos, 80.000 hombres en 1920, la mitad obreros desempleados de Petrogrado que sólo buscaban un sueldo fijo y quedarse con algo del botín. El resto eran delincuentes, otros cesantes, exsoldados y demás gente arruinada. Formaban tropas indisciplinadas, conocidas como prodotriady (ruso: продотряды), que no dudaban en robar las reservas vitales, simiente y otras posesiones a los campesinos. La política de requisas se llamaba Prodrazvyorstka (ruso: Продразвёрстка) y formaba parte del comunismo de guerra. Las prodotriady vieron aumentar el número de sus miembros asesinados: 2.000 en 1918, 5.000 en 1919 y 8.000 en 1920. Los bolcheviques se vengaban quemando aldeas, confiscando ganados y ejecutando a los campesinos por centenares. Muchos eran acusados de ser kulaks pero la mayoría eran granjeros pobres, los más vulnerables a una mala cosecha. Las poblaciones huían a los bosques sin nada que perder y uniéndose a los rebeldes para defender la «revolución local campesina». Así, lo que en la mayoría de los casos empezaba como pequeñas revueltas contra las requisas la respuesta incompetente y brutal de los comunistas locales convertía en grandes rebeliones.
También las primeras colectivizaciones generaron gran resistencia por los traslados forzados y las nuevas formas de vida que se imponían a las poblaciones, ya con serias dificultades para sobrevivir. Muchas unidades e inspectores excedían sus atribuciones, saqueando casas y asesinando a aldeanos. Reprimían con dureza cualquier muestra de malestar. Todo esto contribuyó al resentimiento generalizado contra el nuevo régimen. Los bolcheviques entendían que para realizar su utopía comunista debían controlar el suministro de granos. Para no depender de los pequeños campesinos intentaron fundar koljós (cooperativas) y sovjós (granjas estatales). Otra fuente de rechazo a los rojos por el campesinado fue la abolición de los «Comités de Campesinos Pobres» o komitety bednoty (ruso: Комитеты Бедноты) en diciembre de 1918, Lenin había previsto una feroz resistencia e hizo aumentar el tamaño de las prodotriady y aumentar la exigencia de los impuestos. En la temporada siguiente, unos 242 millones de pud en granos fueron requisados.

## Objetivos
Al estallar la revolución de febrero, los partidos políticos más importantes eran los eseristas o socialistas revolucionarios, mencheviques y kadetes. Los dos primeros controlaban la mayoría de los sóviets (consejos) de obreros del país, excepto los importantísimos de Petrogrado y Moscú; los terceros eran liberales con el apoyo de sectores moderados que deseaban mantener las libertades ganadas con la revolución. Los mencheviques perderían rápidamente el apoyo de numerosos sóviets, excepto en el Cáucaso, y especialmente en la República Democrática de Georgia, mientras que la influencia bolchevique rápidamente creció. En tanto, los campesinos eran abrumadoramente favorables a los postulados eseristas. En algunos casos, como en Siberia Occidental en 1920-1921, los campesinos rebeldes iniciaron sus revueltas sin ninguna propuesta ni plan más complejo que la consigna de derribar al poder comunista (en consecuencia, los bolcheviques que caían en sus manos eran asesinados y los edificios gubernamentales o del Partido era arrasados). Solo a medida que algunos movimientos exitosos se hicieron más complejos y territorialmente amplios los verdes presentaron un programa político, el que solía ser una adaptación de las ideas eseristas.
Rusia se polarizo rápidamente durante 1917. Muy pronto, masas importantes de la población se mostraron favorables a grupos revolucionarios aún más extremistas pero menores y menos organizados que los bolcheviques, los anarquistas y social-revolucionarios de izquierda, a los que Lenin no tardaría en reprimir: «El país de los obreros y de los campesinos pobres está mil veces más a la izquierda que los Chernov y los Tsereteli, y cien veces más a la izquierda que nosotros». La Gran Guerra no había hecho más que animar a los campesinos y obreros en seguir un camino revolucionario, por lo mismo, una de las consignas de Lenin era convertir la «guerra imperialista» en una «guerra civil».

### Religión y reparto agrícola
Los verdes eran impulsados por el ideal del «reparto negro» de los eseristas, «un reparto de todas las tierras en función del número de bocas que había que alimentar en cada familia», no por la nacionalización y colectivización de las tierras de los bolcheviques. En palabras de Lenin esta medida no tenía nada de socialista, el plan de los eseristas sería instaurar el capitalismo en el campo, mejorar la calidad de vida de los campesinos y acabar definitivamente con la servidumbre. Según él, no era más que un lema burgués, igual que «tierra y libertad» para atraer a la masa rural ignorante. Otra fuente de oposición de la población hacia los bolcheviques era el «estilo de vida feudal de los jefes comunistas», con sus lujos, robos e impunidad frente a la miseria y represión de la gente.
El historiador y escritor ruso, Aleksandr Solzhenitsyn (1918-2008), comparó estos movimientos con la rebelión de la Vandea durante la Revolución Francesa en la inauguración de un monumento en Les Lucs-sur-Boulogne, el 25 de septiembre de 1993, en especial por la defensa de la fe cristiana que protagonizaron los campesinos rebeldes en ambos casos. Y por lo mismo, con similitudes a otras rebeliones de campesinos cristianos mal armados contra regímenes revolucionarios que perseguían su fe y modo de vida, como la guerra de los Cristeros o la primera guerra carlista. Sin embargo, hay diferencias claras, en la Francia revolucionaria sólo hubo una jacquerie circunscrita geográficamente, aunque coincidió con el «desafío federalista» de Lyon, Marsella y Tolón. En cambio, los levantamientos campesinos en la Rusia europea y Siberia occidental fueron frecuentes pero no coincidieron con rebeliones urbanas porque las principales ciudades, especialmente en las periferias no rusas, estuvieron inmersas en un constante cambio de ocupantes sin tener oportunidad de adquirir posturas propias. Debe tenerse en cuenta «que la Rusia de 1917 era más rural y agrícola que la Francia de 1789». También que el antiguo imperio zarista era mucho más extenso y contaba con una población mucho mayor al reino borbónico.
La ideología de los verdes era muy uniforme, representaba las aspiraciones comunes de la revolución campesina de Rusia y Ucrania de 1917. Deseaban recuperar el autogobierno mantenido hasta 1918, apoderarse de las tierras de la nobleza, vender libremente sus productos en el mercado y gobernar sus comunidades con sóviets elegidos por ellos. Los campesinos rechazaban la preponderancia que estaba ganando el nuevo Estado comunista. Cuatro años después de su revolución campesina veían como sus sóviets campesinos pasaban de ser autónomos a ser meros órganos del Estado, sus pequeñas explotaciones agrícolas propias eran reemplazadas por grandes colectivizaciones estatales, los frutos de su trabajo requisados y tampoco podían comerciarlos libremente y las tierras tomadas a la nobleza ahora pasaban al Estado. Por esto aceptaban las propuestas eseristas: fin del poder comunista, redistribución de la tierra y fin de la guerra civil. Su oposición a los bolcheviques se debe, más que a un plan o alternativa política, a un deseo de librar sus tierras del control de estos. Interesados en defender los intereses locales, estos movimientos tomaron una postura defensiva: no marcharían sobre Moscú, solo querían librarse de su influencia.

### Rechazo de los blancos

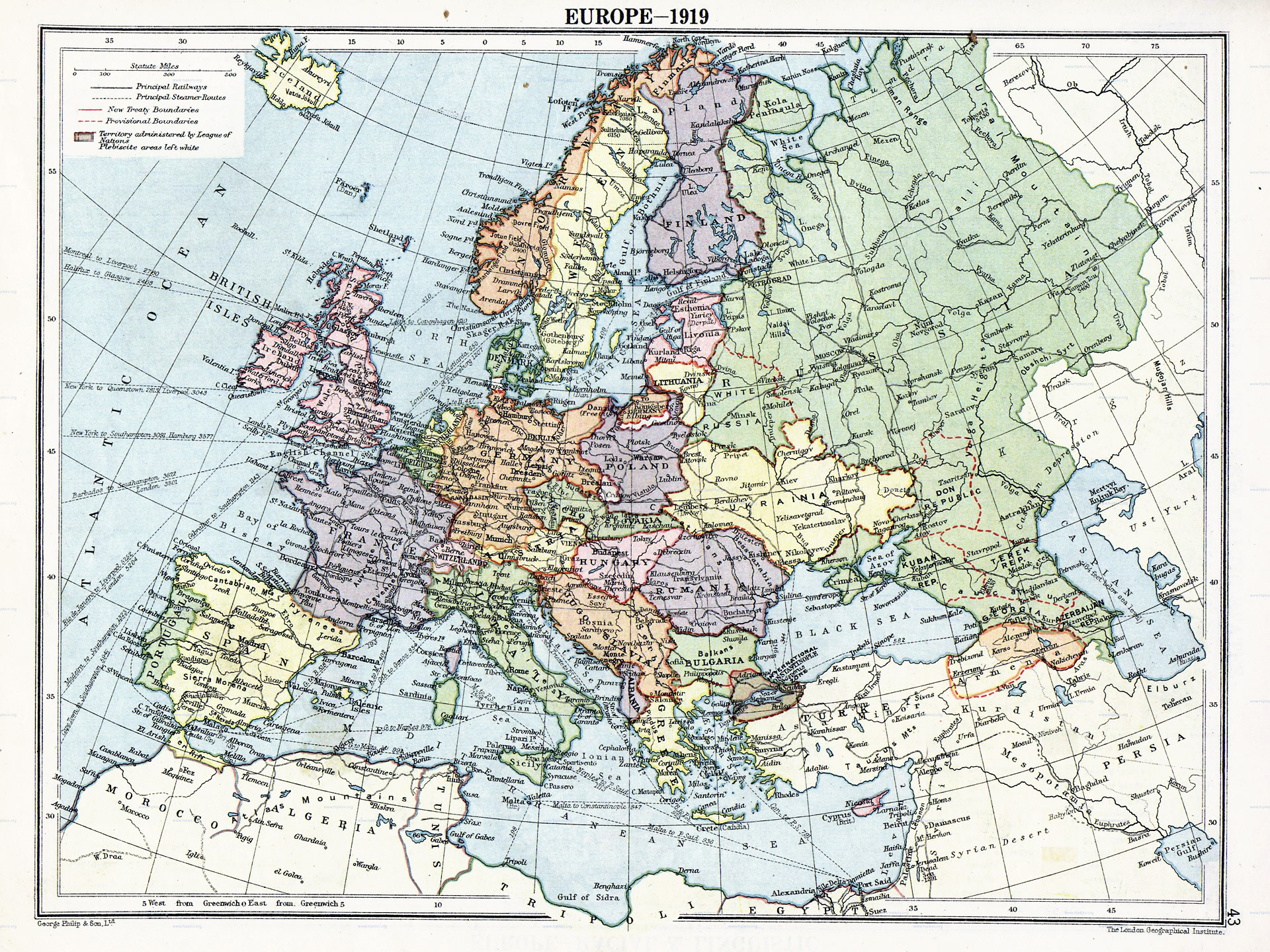
Mapa de Europa en 1919. Después de los tratados de Brest-Litovsk y Versalles. Antes de las paces de Trianon, Riga y Kars. Pueden apreciarse ya señalados los territorios independientes de Polonia, Ucrania, los países bálticos, Bielorrusia, Finlandia, Armenia, Georgia, Azerbaiyán y las repúblicas cosacas del Don, Kubán y Térek.

Los verdes siempre fueron hostiles a los blancos, por eso sus sublevaciones contra los rojos solo se hicieron masivas tras asegurarse la derrota de los blancos. Muchos oficiales blancos perdieron todo lo que tenían o podían heredar en la revolución campesina de 1917. Buscaban venganza contra todo símbolo de cambio y echar el tiempo para atrás. Nunca reconocerían las nuevas realidades nacionales ni la revolución agraria.
Una de las principales causas de la derrota blanca fue el ser identificados por el pueblo con la restauración del viejo régimen, principalmente por el trato que daban sus oficiales y funcionarios a los campesinos. Por estar demasiado anclados en el pasado, desear simplemente volver a los tiempos anteriores a la revolución, vengarse de la ruina por perder sus tierras y negarse a realizar las reformas radicales que exigían las circunstancias no pudieron aprovechar la animadversión del campo hacia los rojos y ganarlo para su causa. Nunca intentaron modificar la propiedad de la tierra, y eso en un país de mayoría rural como Rusia fue decisivo. Por eso muchos campesinos temían que los blancos restituyeran los derechos de la nobleza rural sobre la tierra, haciéndoles perder las ganancias logradas en la revolución agrícola de 1917. Ante este miedo, muchos campesinos se unieron a los rojos cuando los blancos avanzaron sobre los distritos de Orel y Moscú en 1919. Habían sido los que más tierras habían ganado de la nobleza. Según políticos eseristas, si Kolchak no hubiera restituido los derechos de los terratenientes, hubiera ganado el apoyo de los agricultores de los Urales y el Volga.
Los robos y matanzas a manos de la caballería cosaca contribuyeron también a poner en contra de su avance al pueblo en 1919. Denikin se demostró incapaz de contenerlos a pesar de lamentarlos. Las mejores tropas blancas eran del Kubán, el Don y el Cáucaso, porque los cosacos eran la principal fuente de hombres y recursos de los blancos, aunque cuanto se dieron cuenta de que Denikin estaba vencido quisieron volver a sus casas en masa y negociar su propia autonomía con los comunistas. Para empeorar todo, Denikin abrogó los derechos de los sindicatos y devolvió las fábricas a sus antiguos dueños, ganándose el odio de los obreros. Los blancos solo supieron responder con más terror ante esa creciente oposición. Como Kolchak, Denikin no pudo crear una estructura propia de gobierno local por lo que recurrió a la represión para intentar movilizar a la población y sus recursos bajo su control, algo decisivo en toda guerra civil o total moderna, cuando avanzaba sobre territorio soviético, pero el terror demostró no ser suficiente –además de desperdiciar recursos–. Cuando la ayuda militar de sus aliados occidentales se redujo, los soldados blancos debieron saquear para obtener suministros, ganándose el odio de la población de los territorios conquistados.
Por último, jamás le dieron la importancia que merecía a la propaganda en comparación a la maestría de los rojos, pues para ellos, los campesinos tenían el deber de servir en sus ejércitos y de no hacerlo podían castigarlos, jamás pensaron en persuadirlos. En cambio, los bolcheviques sabían usar la simbología de la revolución para decir que ellos la defendían y proclamarse defensores de los pequeños agricultores. Paradójicamente, muchos jefes blancos esperaban un levantamiento popular contra los bolcheviques para obtener la victoria pero usualmente la mayor parte de la población era hostil a ambas partes e indiferente a quién ganara la guerra. Wrangel fue el único gran general blanco en darse cuenta del error. Sabía que no se ganarían sin hacer reformas radicales que pusieran a campesinos, obreros y minorías nacionales de su parte. Adoptar las tácticas políticas de sus enemigos. Pero sus subalternos en Crimea se comportaron como un ejército de ocupación, perpetrando todo tipo de arbitrariedades e institucionalizaron la corrupción. En definitiva, los blancos jamás supieron mostrarse ante el pueblo ruso como una mejor y viable alternativa que sus enemigos.

### Cooperaciones con otros grupos
Los verdes colaboraron varias veces con otros grupos de oposición, como anarquistas y eseristas, en un esfuerzo más estratégico que ideológico contra los rojos. Desertores blancos se unieron a su causa y llegaron a liderar bandas de campesinos, lo que sirvió de pretexto para los bolcheviques para exagerar las relaciones entre ambos elementos. Más propensos a seguir la retórica agresiva y promesas de violentas venganzas, los campesinos tendían a rechazar a líderes con objetivos puramente políticos o más moderados, es decir, cercanos al Gobierno Provisional Ruso de 1917. «Ellos prefieren librar una lucha desesperada y solitaria por su cuenta para ayudar a los opresores del pasado [los blancos] a vencer a los opresores del presente [los rojos]».

## Formación
Surgió en las aldeas una red sindical que reemplazó a los sóviets y ayuda a proporcionar los suministros a los rebeldes. Cada aldea era responsable de movilizar, alimentar y equipar a sus propias unidades. La Iglesia y los eseristas locales, principalmente de izquierda, fueron claves en la organización de los movimientos. Por ejemplo, Siberia Occidental los eseristas lideraban las revueltas y aunque había una autoridad central en Tobolsk, esta tenía poco control del territorio libre de bolcheviques y esencialmente cada vólost se gobernaba a sí mismo. El movimiento siberiano demostró un alto nivel de organización e incluso instaló una administración en las ciudades que conquistaba (los guerrilleros de Tambov fueron incapaces de apoderarse de ciudades pero también crearon una compleja red administrativa en los campos que dominaban); por el contrario, los majnovitas también conquistaron campos y ciudades pero impusieron administración alguna y les dejaron gobernarse casi completamente por la naturaleza anarquista de dicho movimiento.
A comienzos 1920, cuando la victoria roja estaba prácticamente asegurada tras la derrota de los ejércitos de Antón Denikin (1872-1947), Nikolái Yudénich (1862-1933) y Aleksandr Kolchak (1874-1920), las requisas comunistas pasaron de molestas a injustificables. Numerosos contingentes de soldados campesinos se negaron a reprimir a los alzamientos verdes y desertaron, formando sus propias guerrillas "verdes" en los bosques. De hecho, en 1919-1921 la mayoría de los guerrilleros eran desertores, incluyendo a los dirigentes, muchos veteranos de la lucha contra los blancos. También quedaron «pequeños escarceos blancos» que combatieron hasta 1922 pero «más como un estorbo permanente que como una amenaza real». Oficialmente dos millones y medio de soldados fueron desmovilizados en 1921, muchos al volver a sus hogares se unieron a los verdes, empeorando la situación del gobierno -doscientos cincuenta mil solo en Tambov-.
Sin embargo, para esa época tanto verdes como negros solo podían soñar con dañar al Ejército Rojo, un verdadero «gigante militar», aunque sus fuerzas armadas, minadas por las deserciones, jamás llegaron a las cifras oficialmente se afirmaban; los bolcheviques habían intentado realizar el ideal revolucionario francés de la «nación en armas» y fracasaron. Poco más de un millón de soldados rojos a fines de 1918, tres millones en 1919, cinco en millones a finales de 1920 y finalmente seis millones en 1921. Se trataba principalmente de campesinos reclutados a la fuerza. Hubo resistencia entre los comunistas al reclutamiento masivo de campesinos. Para muchos, su ejército de obreros leales se convertiría en una fuerza mayoritariamente formada por un elemento que les era ajeno y hostil, un posible enemigo. Según el historiador británico Orlando Figes (n. 1959), Lenin buscó seguridad en el clímax de la guerra civil en los números, quizás mejor hubiera organizado un ejército más pequeño, óptimamente disciplinado, equipado y abastecido y que ejerciera una presión menor al exigir menos requisas o levas y provocando menos rebeliones campesinas. También ejercerían menos presión sobre los trabajadores de las fábricas. Además, no estaría formado mayoritariamente por campesinos sino que por obreros, más leales y motivados para luchar por los rojos.
| Desertores en los territorios bajo control bolchevique: Basados en diversos informes de 1919. |                  |            |             |                            |         |            |            |
| Territorio                                                                                    | Mes              | Desertores | Capturados  | Territorio                 | Mes     | Desertores | Capturados |
| Kaluga                                                                                        | julio            | 10.000     | -           | Petrogrado                 | -       | 65.000     |            |
| Riazán                                                                                        | -                | 54.697     | -           | Sarátov                    | -       | 35.000     | -          |
| Tambov                                                                                        | -                | 60.000     | -           | Tver                       | octubre | 50.000     | 5.430      |
| Yaroslavl                                                                                     | julio septiembre | 9.500 s/i  | s/i 1.529   | Ivánovo-Voznesensk         | -       | -          | 3.000      |
| Moscú                                                                                         | junio septiembre | -          | 1.500 3.329 | Nizhni Nóvgorod            | abril   | -          | 4.900      |
| Oriol                                                                                         | mayo             | -          | 5.000       | Smolensk (región de Belsk) | junio   | -          | 2.600      |
| Vladímir                                                                                      | septiembre       | -          | 1.529       | -                          | -       | -          | -          |

La masividad de la deserción como un fenómeno que afectaba a la totalidad del Ejército Rojo indica que el campesinado no quería servir en él. Muchos desertaban para no alejarse de sus granjas o para participar de la cosecha -de ahí que el número de deserciones variaba según las estaciones-. Durante 1918 más de un millón de soldados desertaron, al año siguiente la cifra aumento a dos millones y en 1921 fueron casi cuatro millones. Entre 1919 y 1920 desertaron tres millones de hombres. Estos «desertores verdes» prófugos sumarían más de un millón en 1919 solo en territorio bajo poder bolchevique, y aunque algunos millares pasaron a servir con los blancos, la mayoría combatirían en áreas boscosas cerca de sus hogares atacando a las autoridades de ambos bandos por su cuenta. Se enviaron destacamentos a aldeas cercanas al frente de batalla y castigaron a las familias sospechosas de cobijar a desertores con multas, confiscación de ganado o su granja, toma de rehenes, fusilar a dirigentes y hasta quemar aldeas enteras. Las comisiones especiales encargadas por la Cheka de perseguirlos capturaron en 1919 quinientos mil desertores y en 1920 seiscientos a ochocientos mil. Miles fueron fusilados y sus familias deportadas pero un millón y medio a dos millones evitaron la captura.
Debe tenerse en cuenta que las deserciones masivas comenzaron mucho antes, desde la Ofensiva de Kérenski hasta la Revolución de octubre dos millones de soldados abandonaron sus posiciones y volvieron a sus hogares. El ejército zarista, de diez millones de efectivos, había sido vencido por el pacifismo en sus filas y la debilidad de sus instituciones. y millones volvieron a sus granjas. Ese mismo año de 1917 se decretó una desmovilización masiva. Muchos de estos desertores eran campesinos, «el Ejército Imperial era un ejército campesino», que se autodenominaban marxistas, aunque no sabían nada de la ideología. Su «bolchevismo de trincheras reflejaba ante todo una aspiración a la paz, compartida por los combatientes de todos los países implicados desde hacía tres años en la más mortífera y total de las guerras». Más de dos millones de sus compañeros habían perecido luchando contra los Imperios Centrales. Muchos los apoyaron en 1917 porque prometían la paz, pero como los comunistas no cumplían su promesa, los campesinos eran muy renuentes al reclutamiento. Durante la guerra civil, el deseo de paz ante demasiados años de conflicto llevaron a muchas comunidades a declararse «repúblicas neutrales» para impedir que los ejércitos rojos o blancos entraran en sus territorios.
Posiblemente los rojos nunca reunieron más de medio millón de «soldados equipados» en un mismo momento. Los verdes siempre fueron más numerosos que los blancos. En cifras concretas, Yudénich mandaba 30.000 blancos, Kolchak 120.000 y Denikin alrededor de 150.000; en comparación, los verdes superaban el medio millón durante 1919. Según los servicios de inteligencia occidentales, en septiembre de ese año los bolcheviques resistían con 120.000 soldados en los Urales (frente oriental), 180.000 en la región de Chernozem (frente sur), 35.000 en Pskov (frente norte) y 130.000 en Bielorrusia (frente oeste). Los combatientes «internacionales» en julio de 1918 eran cuarenta o cincuenta millares de chinos, rumanos, polacos, extremistas de izquierda checos y austrohúngaros, sin incluir los Fusileros Letones.
| Tamaño oficial de los ejércitos rusos: Basados en informes de gobierno. |                  |                        |           |                  |               |
| Año                                                                     | Plazas militares | Institución            | Año       | Plazas militares | Institución   |
| 1914                                                                    | 1.423.000        | Ejército Imperial Ruso | 1921      | 4.110.000        | Ejército Rojo |
| 1918                                                                    | 106.000          | Ejército Rojo          | 1922      | 1.590.000        | Ejército Rojo |
| 1919                                                                    | 435.000          | Ejército Rojo          | 1923      | 703.000          | Ejército Rojo |
| 1920                                                                    | 3.538.000        | Ejército Rojo          | 1924-1927 | 562.000          | Ejército Rojo |

Las fuerzas bolcheviques eran militarmente débiles y quedó probado tras la batalla de Varsovia, donde el proyecto de Lenin de expandir la revolución a Berlín o Budapest y después más oeste mediante la invasión militar es patentado como una quimera. Los occidentales querían rodear a la Rusia comunista de un cinturón sanitario que impidiera la expansión de sus ideas, una Polonia poderosa era clave en ese plan y esta fue una de las causas de la guerra polaco-soviética: primero animando el expansionismo polaco hacia el oriente, después avivando el nacionalismo ruso que supieron aprovechar los bolcheviques y finalmente motivando a Lenin a intentar romper dicho cinturón y aterrar el nuevo orden fundado en Versalles. Los soldados rojos fueron incapaces de vencer al recién nacido ejército polaco y no tenían oportunidad con los infinitamente más poderosos países industriales del centro y oeste de Europa. Esto llevaría a Lenin a adoptar la tesis del socialismo en un solo país, el «nacionalbolchevismo fue el verdadero vencedor de la guerra civil».
Dentro de ese Ejército Rojo destacaban las unidades especiales de la Cheka y las «tropas de defensa interna de la República», con doscientos mil miembros en 1921 eran los principales órganos de represión del naciente régimen soviético. Por el escaso número de soldados regulares a la disposición de todos los bandos, los ejércitos que se encontraban en los campos de batalla rusos era muy pequeños -decenas de miles en los mayores combates- en comparación a los usados en la Primera Guerra Mundial. Los voluntarios eran escasos e indisciplinados, obligando a los comandantes soviéticos a reclutar campesinos, grupo social en el que no confiaban sus dirigentes. También a aumentar presión de las requisas, lo que sólo contribuyó a formar nuevas guerrillas campesinas.

## Liderazgos
Aparte de los registros soviéticos, quedan muy pocas fuentes sobre los líderes verdes debido al analfabetismo generalizado y la naturaleza espontánea de su movimiento. «Los líderes verdes eran hombres que actuaron y no escribieron» (85% de la población era analfabeta en 1917). Con el fin de reunir fuerzas sustanciales, un individuo motivado conducía un grupo de soldados a través de la campiña, alistaba desertores y habitantes de las aldeas por donde pasaba, entrando en ellas y haciendo anuncios con mensajes sencillos y objetivos vagos, con retórica reaccionaria a fin de despertar entusiasmo. Usualmente exageraban la debilidad de los rojos y las victorias de sus opositores para conseguir reclutas. Con estos objetivos simples, reclutamiento indiscriminado y un permanente optimismo, los verdes lograban dar la sensación que realmente podían hacer tambalear el poder bolchevique. También decían tener que contaban con el apoyo de obreros urbanos y trabajadores ferroviarios, desilusionados con las horrendas condiciones de trabajo en las ciudades. Entre estos caudillos destacan Antónov, Grigóriev, Terpilo y Majnó.

## Guerras Campesinas
Las revueltas variaban mucho entre sí, sin embargo, los soviéticos tendían a clasificarlas en dos categorías principales: bunt o revuelta puntual, breve y de pocos participantes; y vostante o insurrección de miles de campesinos, capaces de conquistar ciudades y darse un programa político coherente de tipo social-revolucionario, como en Tambov, o anarquista, como los ejércitos campesinos de Majnó.

### Primeras revueltas
Entre los movimientos iniciales estarían la rebelión de Livny, fácilmente sofocada durante agosto de 1918. También se incluye al levantamiento de Izhevsk–Vótkinsk de ese año y la que se considera la primera verdadera vostante, la rebelión chapan, que estalló a orillas del Volga, en los distritos de Karsun, Syzran, Sengilei y Stávropol en 1919.
Se debe mencionar que los cosacos de Kubán y del Don y las tribus del Cáucaso se alzaron en 1920, formando sus propias guerrillas campesinas. Estas últimas llegaron a sumar más de 30.000 rebeldes en armas. Estas se mantuvieron muy activas hasta el verano del año siguiente, cuando serán definitivamente vencidas, aunque pequeñas partidas verdes en Kubán, el Don y Siberia Occidental siguieron activas hasta 1923. Posteriormente, en 1924, se produciría una última sublevación del campo georgiano. Fue reprimida rápida y duramente.

### Atamanes ucranianos
Danilo Terpilo (1886-1919), encabezó un alzamiento campesino nacionalista ucraniano caracterizado por sus pogromos. Llegó a controlar los campos de la provincia de Kiev, pero no las grandes ciudades, y disponer de 20.000 seguidores armados.
Otro movimiento verde fue la breve rebelión de Nikífor Grigóriev (1885-1919), atamán de Jersón, y Yuri Tuytyunnik (1891-1930). Grigóriev era un caudillo oportunista que sabía cambiar de bando cuando le convenía.

### Rebeliones siberianas

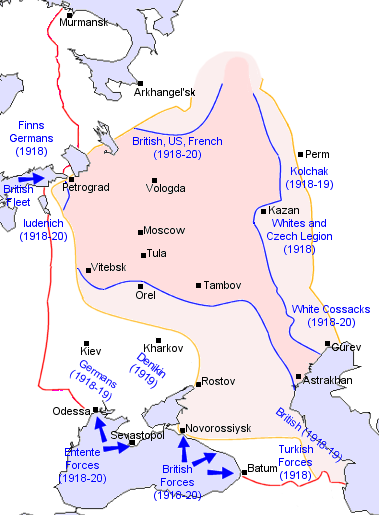
Mapa de la Rusia Europea entre 1918 y 1921. En amarillo el límite de las zonas controladas por los bolcheviques en noviembre de 1918; en azul los máximos avances de los blancos durante 1919; y en rojo las fronteras soviéticas de 1921.

El almirante Kolchak cometió el error fatal de ganarse la animadversión de los campesinos deseosos de una reforma agrícola restableciendo los derechos de los terratenientes. El problema empeoró a principios de 1919. Kolchak recurrió al terror para aplacarles. Con su retaguardia debilitada por el desgaste de las guerrillas, el régimen blanco no pudo detener el avance bolchevique, que por otra parte, supo sumar a sus fuerzas a los partisanos locales por donde avanzaba.
A inicios de 1920 estallaba la «rebelión de las horcas», encabezada por el «ejército de las águilas negras» y que se extendió por los campos de Kazán, Simbirsk y Ufa. Nuevamente, la rápida reacción comunista permitió su aniquilamiento al mes siguiente.
Entre inicios de 1921 y fines de 1922 se produce la rebelión de Siberia Occidental, mayor sublevación verde, y tal vez la menos estudiada, tanto por el número de rebeldes como por su extensión geográfica.

### Revolución majnovista
Uno de los más conocidos y organizados de estos movimientos fue la Revolución majnovista encabezada por los anarquistas ucranianos Néstor Ivánovich Majnó (1889-1934), Fedir Shchus (1893-1921) y Simon Nikítich Karetnik (1893-1920). Su movimiento solo es comparable al ocurrido en Tambov por su magnitud y organización. En pocos años los partisanos majnovistas combatieron contra alemanes y austrohúngaros, nacionalistas de Petliura, una intervención francesa en Berdiansk, blancos de Denikin y Wrangel y bolcheviques.

### Rebelión de Tambov
Sin embargo, el movimiento verde más conocido es la rebelión que estalló el 19 de agosto de 1920 en el pequeño pueblo de Khitrovo como rechazo a las requisas de alimentos en el óblast de Tambov y rápidamente se extendió a Penza, Sarátov y Vorónezh. Esta fue vencida en junio de 1922 con la muerte de su caudillo, Aleksandr Antónov.

## Tácticas
Es difícil distinguir a los Ejércitos Verdes de otras revueltas campesinas, el liderazgo concentrado y unidades variopintas según el grado de organización del levantamiento. Por ejemplo, Antónov en Tambov contaba con personal médico, brigadas de reservistas y un complejo sistema de comunicación e inteligencia que empleaba mujeres, niños y ancianos. Alcanzaron niveles notables de desarrollo los movimientos verdes de Tambov, Nóvgorod, Tula, Riazán, Tver, Vorónezh, Kostromá, Syzran, Gómel, Kursk, Briansk y Oriol, entre muchos otros. Las fuerzas variaban de algunos centenares a varias decenas de miles de combatientes equipados con armas de desertores, robadas a enemigos vencidos o edificios saqueados o abandonadas por el antiguo ejército zarista. A veces los reclutamientos eran forzados. Formaban bandas guerrilleras, pero también organizaban destacamentos comparables numéricamente a los rojos, capaces de enfrentarlos en campo abierto en el caso de Siberia Occidental. Los campesinos estaban permanentemente necesitados de rifles modernos y ametralladoras, decisivas para la guerra, viéndose obligados a conseguirlas de cualquier forma. Multitudes asaltaban las ciudades, saqueando y quemando las oficinas del Partido, del sóviet local, puestos de policía, tribunales y centros de propaganda. Las granjas colectivas eran destruidas. Las herramientas, el ganado, el grano requisado, los molinos, las factorías, las fábricas de cerveza y las tahonas fueron redistribuidos. Esta reclamación de la propiedad popular les sirvió a los verdes para ganarse el apoyo de la población. Cuando vencían a los rojos, los soldados, funcionarios y familias de bolcheviques podían contar con sufrir la ira de los campesinos. A miles de comunistas les cortaron las orejas, lenguas, cabezas, miembros y genitales, les arrancaron los ojos, les abrieron el estómago y lo llenaron de trigo, les grabaron con metal caliente cruces en frente y espalda, los crucificaron en árboles, los quemaron vivos, los ahogaron bajo el hielo o los enterraron hasta el cuello y dejaron que perros o ratas los comieran. Todo en público.
No más de seis mil hombres, repartidos equitativamente, se enfrentaron en los primeros combates entre los blancos de Lavr Gueórguievich Kornílov (1870-1918) y los rojos de Rudolf Ferdinándovich Sievers (1892-1918). Por el pequeño número de hombres involucrados y el diminuto territorio afectado, es difícil llamar a eso aún guerra civil. Durante todo el primer año de guerra solo hubo escaramuzas y duelos de artillería con ejércitos diminutos o pequeñas fuerzas partisanas, preocupados más de obtener suministros los territorios cambiaban continuamente de manos, no existían líneas de frente ni posiciones fijas. En las decisivas batallas de 1919 se movilizó por la fuerza al campesinado, para combatir en grandes ejércitos con centenares de miles de hombres enfrentándose en frentes de cientos de kilómetros y apoyados con armamento pesado.
Entre sus actividades preferidas estaban volar los puentes, cortar las líneas telegráficas y levantar las férreas intentando paralizar las comunicaciones y movimientos de los rojos. Preferían merodear de día, vigilando a sus enemigos y atacando de noche. Permanentemente se negaban a luchar en campo abierto, ocultándose en colinas y bosques para emboscar y retirarse con rapidez. Su mayor movilidad compensaba su total ausencia de artillería. En Siberia Occidental y Rusia Central, sus tácticas de guerrilla se vieron favorecidas por el terreno boscoso de la taiga. Cuando eran vencidos se mezclaban con la población civil o huían en caballos proporcionados por los locales.
Los verdes formaban multitudes de campesinos con zuecos de corteza de tilo se armaban con lo que encontraban: palos, horcas, tridentes, picas, azadas, hachas y garrotes. En menor medida, también armas de fuego como escopetas, carabinas viejas, fusiles de caza, pistolas y rifles. También muchos verdes luchaban bajo banderas rojas, símbolos de la revolución del que luego se apropiaron los comunistas.
Las primeras y pequeñas unidades enviadas por los bolcheviques a someterles fueron fácilmente vencidas y prácticamente no hicieron más que darles armas de botín. Muchas unidades bolcheviques, especialmente en 1918, carecían de todo entrenamiento y disciplina, dispersándose tras los primeros disparos. Por cada soldado rojo en combate, otros ocho estaban inactivos por enfermedad o falta de entrenamiento, ropa o munición. Los blancos eran más disciplinados y numerosos y mejor entrenados. Cuando los bolcheviques se veían obligados a retirarse de una región por el acoso guerrillero tendían a tomar rehenes en pueblos y ciudades y ejecutarlos una vez estaban a salvo en territorio bajo su dominio. En cambio, los rojos no dudaban en reprimirlos con ametralladoras, tanques, carros acorazados, trenes blindados, cañones pesados, aeroplanos de observación y gases venenosos sobrantes de los arsenales de la Gran Guerra. Además de anegar las zonas rebeldes con tropas y propaganda. Rápidamente, los comunistas aprendieron que: «Los ejércitos convencionales, por muy bien armados que estén, están mal equipados para combatir con un ejército campesino bien apoyado». Lección que volverían a aprender mucho después en Afganistán.

## Respuesta bolchevique
El gobierno bolchevique trató de construir una imagen antirrevolucionaria y anticomunista respecto de los ejércitos verdes. Sus funcionarios anunciaban a los lugareños que los verdes no eran más que aliados de los blancos, a pesar de la actitud generalmente hostil entre ambos bandos; así como exageraban la influencia kulak en esos ejércitos, que existía indudablemente, pero difícilmente era la fuerza impulsora del movimiento.
Estas sublevaciones masivas, que hicieron temblar el poder soviético en Ucrania Oriental, Tambov y Siberia en 1919-1921, involucraron más de cien mil guerrilleros y a millones de campesinos que les daban apoyo. En palabras de Vladímir Lenin (1870-1924) fue una gran «crisis política interna», la primera de la historia soviética. Según el historiador Figes, estas rebeliones eran «lejos más peligrosas que todos los Denikin, Yudénich y Kolchak juntos». Así lo reconoció Lenin el 8 de marzo de 1921, en su discurso de apertura del X Congreso del Partido.

La guerra civil en Rusia ha sido analizada generalmente como un conflicto entre los rojos (bolcheviques) y los blancos (monárquicos). En realidad, más allá de los enfrentamientos militares entre los dos ejércitos, el Ejército Rojo y las diversas unidades que componían un ejército blanco bastante heteróclito, lo más importante fue lo que sucedió en la retaguardia de las líneas de frente más importantes.

Los rojos creían inicialmente poder derrotar con facilidad estos movimientos, como prueban sus estrategias militares y el trato que les daban en su propaganda como una causa perdida. Se dedicaban a someter con dureza cada disturbio, causando solo más odio entre los aldeanos. Cuando Lenin y sus seguidores se dieron cuenta de que los verdes se habían vuelto una serie amenaza social, éste ya tenían una gran fuerza militar. Las pequeñas unidades enviadas a someterlos muchas veces desertaron desmoralizadas, por lo que fueron reemplazadas por una combinación de terror de masas, propaganda y anegar las zonas rebeldes con tropas. Algunos estudiosos atribuyen a los verdes el cambio de la Nueva Política Económica de 1921 en el régimen bolchevique. Varios estudiosos dicen que la NEP, junto al aumento de las precipitaciones, las mejora en las condiciones rurales y el fin de los reclutamientos masivos hicieran que el movimiento desapareciera para el verano de 1922. Sin embargo, como se señala en El libro negro del comunismo, mucho más importante para la desaparición de estos movimientos fue la terrible hambruna de 1921-1922, que afecto a 29 millones de personas y mató a unos cinco, siendo la principal arma del régimen para calmar una situación que en 1921 había significado la pérdida del control de numerosas provincias. El terror despiadado jugó su papel a la hora de suprimir las revueltas, pero la principal arma fue el hambre.
En opinión de los anarquistas: «El rasgo psicológico saliente del bolchevismo es la afirmación de su voluntad por medio de la represión de la voluntad de los demás; la anulación de toda individualidad hasta convertirla en un objeto inanimado». Muchos funcionarios comunistas locales veían que las órdenes de requisar materían de hambre a su propia gente, pero «El buen camarada hacía lo que se le decía; le satisfacía dejar todo el pensamiento crítico al Comité Central». Esa era la disciplina que pregonaba el Partido. Irónicamente, muchos oficiales bolcheviques eran hijos de campesinos educados en escuelas militares zaristas. Con sus mentes abiertas al salir del estrecho mundo rural, rechazaban la mentalidad de sus padres y abuelos y no dudaban en reprimir a su propia gente.
La resistencia de los cosacos llevaría a una feroz campaña de «descosaquización», Raskazáchivaniye (ruso: Расказачивание), a partir de 1919-1920, en la que fueron reprimidos con la clara intención de eliminarlos «como grupo social» -el primero de muchos en la historia soviética-. Los hombres eran fusilados, las mujeres y niños deportados, sus viviendas quemadas y sus tierras repobladas con colonos no cosacos. Durante los gobiernos de Lenin y Stalin, para desarrollar económicamente territorios y castigar a pueblos potencialmente separatistas, numerosas comunidades serán castigadas con hambre, deportadas y reemplazadas por colonos rusos. De ahí que la resistencia y genocidio de los cosacos fueran denominados por los propios dirigentes bolcheviques como la «Vendée soviética». Lenin admitía estar imitando las tácticas ideadas por François Babeuf (1760-1797), inventor del comunismo moderno, quien planificó el populicide, «populicidio», de la Vandea, encontrándose su clímax en las colonnes infernales, «columnas infernales», que asesinaron a decenas de miles de civiles desarmados en pocos meses. Claramente, los bolcheviques estaban inspirados por la represión revolucionaria francesa, aunque sin duda alguna la superaron.

A diferencia del terror de la Revolución francesa, que salvo en la Vendée apenas alcanzó a una pequeña capa de la población, durante el mandato de Lenin el terror afectó a todas las capas de la población: nobleza, alta burguesía, militares y policías, pero también a los demócratas constitucionales, a mencheviques, socialistas-revolucionarios, así como a la masa del pueblo, obreros y campesinos. Los intelectuales sufrieron un maltrato especial (...).

El Terror Rojo fue mucho más sistemático, extendido y efectivo que el blanco. Cualquier oposición, real o potencial, era reprimida sin misericordia, marcando la pauta de las futuras guerras civiles del siglo XX. La población de las cárceles de las Chekas eran «una versión reducida de la propia sociedad», incluían todo tipo de personas y no había familia que no hubiera sufrido el arresto o desaparición de algún miembro. El terror contra los obreros había comenzado en 1918 y alcanzado su clímax en 1921, al someter Kronstadt; algo ocultado por la historiografía afín. Según varios de los dirigentes bolcheviques, el terror comenzado por Lenin era la consecuencia natural de la toma violenta del poder y su rechazo por la democracia. Los únicos aliados de los bolcheviques fueron los eseristas de izquierda, aunque sólo al inicio porque después también a ellos los reprimieron. Según los anarquistas ambos buscaban subyugar al pueblo a través del Estado, la «democracia socialista».
Lenin también ordenó purgar al propio Partido para deshacerse de elementos potencialmente desleales o inútiles. En paralelo se vivía un crecimiento exorbitante del Partido, distanciando a las bases de sus dirigentes. La primera purga sucedió en el verano de 1918, la segunda en la primavera de 1919 y la tercera en el verano de 1920, centrándose en los camaradas de origen campesino o no rusos. El Partido no inspiraba lealtad y la gente lo abandonaba en oleadas voluntariamente.

## Razones del fracaso

Bandera usada frecuentemente por los campesinos rebeldes de Siberia Occidental.

Además de la respuesta bolchevique, una serie de aspectos internos contribuyeron significativamente a su derrota. Su actividad muchas veces no era más que violencia sin sentido ni objetivo real aparte de asesinar comunistas y detener sus actividades económicas y políticas. Por lo mismo, esos ejércitos rara vez salían de las zonas donde se alzaron inicialmente. Cuando conquistaban una ciudad o pueblos, olvidaban de instalar una dirección política y simplemente los abandonaban para que los rojos los reconquistaran. A la vez, pocas milicias campesinas estaban levemente organizadas y carecían de mayor coordinación militar o política entre ellas, lo que impidió aprovechar el descontento generalizado, impidiendo que «la mayoría o toda la Rusia campesina bullera de rebelión» para derrocar el nuevo régimen. También tenían muchas tensiones internas, ya que estaban formados por campesinos pobres, kulaks, obreros y desertores, todos con resentimientos contra los otros. No podían estar largos periodos de tiempo en armas por falta de financiamiento y suministros. En definitiva, contaban con pocas posibilidades con los rojos, que a pesar de sus defectos, estaban mejor organizados y con alta moral tras frecuentes victorias.
La guerra civil costó más de diez millones de muertos por los combates, el terror, las pestes y principalmente el hambre, que se llevó cerca de la mitad, y otro par de millones emigró, afectando principalmente a los hombres adultos. Otras diez millones de personas no nacieron producto de la caída de la natalidad según las estimaciones demográficas. Según el demógrafo estadounidense Frank Lorimer (1895-1985), entre 1914 y 1926, unos dos millones de militares y catorce de civiles murieron, de los que nueve a diez fueron víctimas directas o indirectas de la revolución. Su par soviético, Boris Tsezarévich Urlanis (1906-1981), habla de ocho millones. Más soldados rojos murieron por viruela, cólera, fiebre tifoidea y enfermedades venéreas que en combate. Según Urlanis, 300.000 rojos, blancos y polacos murieron en combate, pero más de 450.000 por enfermedades. Según el historiador Evan Mawdsley (n. 1945) las epidemias diezmaron a la población rusa. Si en 1917 se contaron 63.000 muertes por tifus y fiebre tifoidea, en 1919 fueron 890.000 y en 1920 otras 1.044.000. A esto se suma la cuota en vidas que cobraron disentería, la cólera y la Ispanka en 1918-1919, por lo que la cifra probablemente pasó los tres millones basándose en datos de la altísima mortalidad infantil. Quedaron unos siete millones de huérfanos o bezprizornye deambulando en las calles, viviendo de limosnas, robos y prostitución. Muchos serían reclutados por el ejército para convertirse en excelentes soldados y ciegos represores del estalinismo. Irónicamente, así recibían educación (adoctrinamiento), ropa y alimentos y establecían relaciones filio-parentales con sus oficiales.

### Nueva Política Económica
Escasa de comida y combustible, Petrogrado fue abandonada por la mayoría de su población. De sus dos millones de habitantes en 1918 quedaron apenas quinientos mil en 1920. Millones volvieron al campo para conseguir alimentos, abarrotando las estaciones de ferrocarriles. La escasez de combustible, la crisis económica y la imposibilidad de reparar los carros hizo colapsar estos transportes. Los primeros en hacerlo fueron aquellos campesinos que habían llegado a las urbes hacia pocos años o los que aún tenían estrechos lazos con sus aldeas nativas. Por su parte, los aldeanos recibían a los migrantes con lazos de parentela o que supieran algún oficio (carpinteros o herreros), mas no al resto. Muchos eran obreros cuyas fábricas habían cerrado, otros solo migraban como «hombres del saco» para cambiar objetos manufacturados por comida en los pueblos y volver a las ciudades, iban en brigadas armadas en trenes robados, volviéndose incontrolables para las autoridades bolcheviques. Además, muchos funcionarios ferroviarios eran muy corruptos; trenes que salían de las granjas cargados de alimentos eran saqueados por multitudes hambrientas hasta vaciarlos antes de llegar a las ciudades. Esto solo contribuyó a sumir al transporte en el caos y paralizar a la industria con la mayoría de los obreros pasando la mayor parte del tiempo fabricando productos propios para luego ir a cambiarlos por comida en largos viajes.
Así, en 1920 la mayor parte de Rusia, entonces rural, estaba en poder de los pequeños propietarios campesinos rebeldes y las autoridades bolcheviques solo controlaban las ciudades con vólost. Al año siguiente los comunistas encerrados en las urbes vieron las comunicaciones interrumpidas y la industria se paralizó porque los obreros se fueron a huelga ante el nulo suministro de granos a las urbes. Como no tenían alimentos para incentivarlos a trabajar, los bolcheviques respondieron privando de las miserables raciones que recibían, encarcelándolos o hasta fusilándolos si no cumplían con las cuotas de producción. Estallaron grandes protestas obreras en Petrogrado, Moscú y otras ciudades, «un último intento desesperado para derribarlo», que provocaron la rebelión de Kronstadt. Su posterior sometimiento llevó a la feroz represión de eseritas y mencheviques, partidos muy vinculados a la organización de las protestas.
Al final, esta fue la causa del abandono del comunismo de guerra y la adopción de la Nueva Política Económica (NEP): «Tras haber derrotado a los blancos, que estaban respaldados por no menos de ocho potencias occidentales, los bolcheviques se rindieron ante el campesinado». Lo único que trajo el comunismo de guerra fueron deserciones masivas y el bloqueo de los suministros por el campesinado y quedaba claro que «La cuestión nacional era también ipso facto la cuestión campesina», después de todo, el 85% de los rusos vivía en un mundo rural. Este cambio era en la mente de todos nada más que una «desviación temporal», posiblemente más de una década en la mente de Lenin, y con el exclusivo fin de reconstruir Rusia. El mercado siempre estaría regulado y sería gradualmente socializado por el Estado.
Los bolcheviques buscaron el modo de acabar con el apoyo popular a las partidas verdes. Se ofrecían sal y bienes manufacturados a las aldeas que aprobaran una resolución declarando «bandidos» a los rebeldes. Sabían que estos últimos las atacarían en represalia. Los propios guerrilleros les ayudaron en la labor. Muchos criminales se les unieron y se dedicaron a saquear y violar, ganándose el odio del pueblo.
Al final de la guerra las grandes poblaciones urbanas estaban desintegradas y la industria casi había desaparecido, quedaban solamente los pequeños propietarios rurales. En 1921, con la guerra civil decidida, las repúblicas soviéticas sumaban 75 millones de rusos étnicos y 65 millones de otros pueblos, incluyendo 30 millones de hablantes de lenguas turcas o iraníes. De ellos, 112 millones eran campesinos, es decir, era un país predominantemente rural.

### Hambruna
El año de 1921 en el campo ruso se caracterizó por las sequías, heladas extremas y fuertes vientos primaverales que arrancaron la capa superficial de tierra y arruinaron los cultivos incipientes. Para empeorar la situación, les siguieron plagas de langostas y ratonas y la cosecha de la temporada anterior había sido malísima, tanto que sabían que de entregar todo lo que exigían las prodotriady sabían que morirían de hambre, estando obligados a rebelarse. Sin embargo, el comunismo de guerra tuvo su parte en el desastre. Ante las requisas los campesinos preferían cultivar menos terrenos, solo lo suficiente para sobrevivir. Ante la casi inexistencia de excedentes, bolcheviques simplemente empezaron a llevarse sus reservas vitales arguyendo que tenían más oculto. Estaban acostumbrados a las malas cosechas y las superaban guardando reservas comunales, pero para evadir las requisas redujeron su producción a la mera supervivencia, quedando en extremo vulnerables a las pésimas condiciones climáticas. Así, las regiones más afectadas por la hambruna de 1921-1922 habían sufrido más las requisas de 1918-1921. No debe olvidarse que las regiones más disputadas en la guerra, con constantes cambios del frente, se vieron más arruinadas.
El hambre los hizo comer hierba, malezas, hojas, musgo, corteza de árboles, cubiertas de tejados y harina hecha de bellotas, aserrín, barro y estiércol de caballo, devorar su ganado y cazar perros, gatos y roedores. Muchos cayeron en el canibalismo, justificándose en que comían la carne de gente ya muerta. Se prefería la carne de los niños pequeños, primeros en morir y especialmente tiernos. Muchos se comían a sus familiares muertos y otros quedaban con un testimoniaron un deseo prolongado de seguir consumiendo carne de sus congéneres. Mientras la hambruna exterminaba lentamente a los habitantes de las cuencas de los ríos Volga, Kama y Don, de los Urales, de Baskiria, Kazajistán, Siberia Occidental y el sur de Ucrania, las autoridades comunistas ordenaron a los funcionarios de las ciudades de las regiones afectadas obligar a los miles que intentaban salvarse huyendo a las urbes volver a los campos, aduciendo que llevaban con ellos enfermedades contagiosas. También ordenó exportar gran cantidad de grano de Ucrania a Volga, alimentando una región afectada dañando aún más a otra. La intención era castigar al campesinado ucraniano por su resistencia al nuevo régimen, tal y como haría Stalin en los treinta.

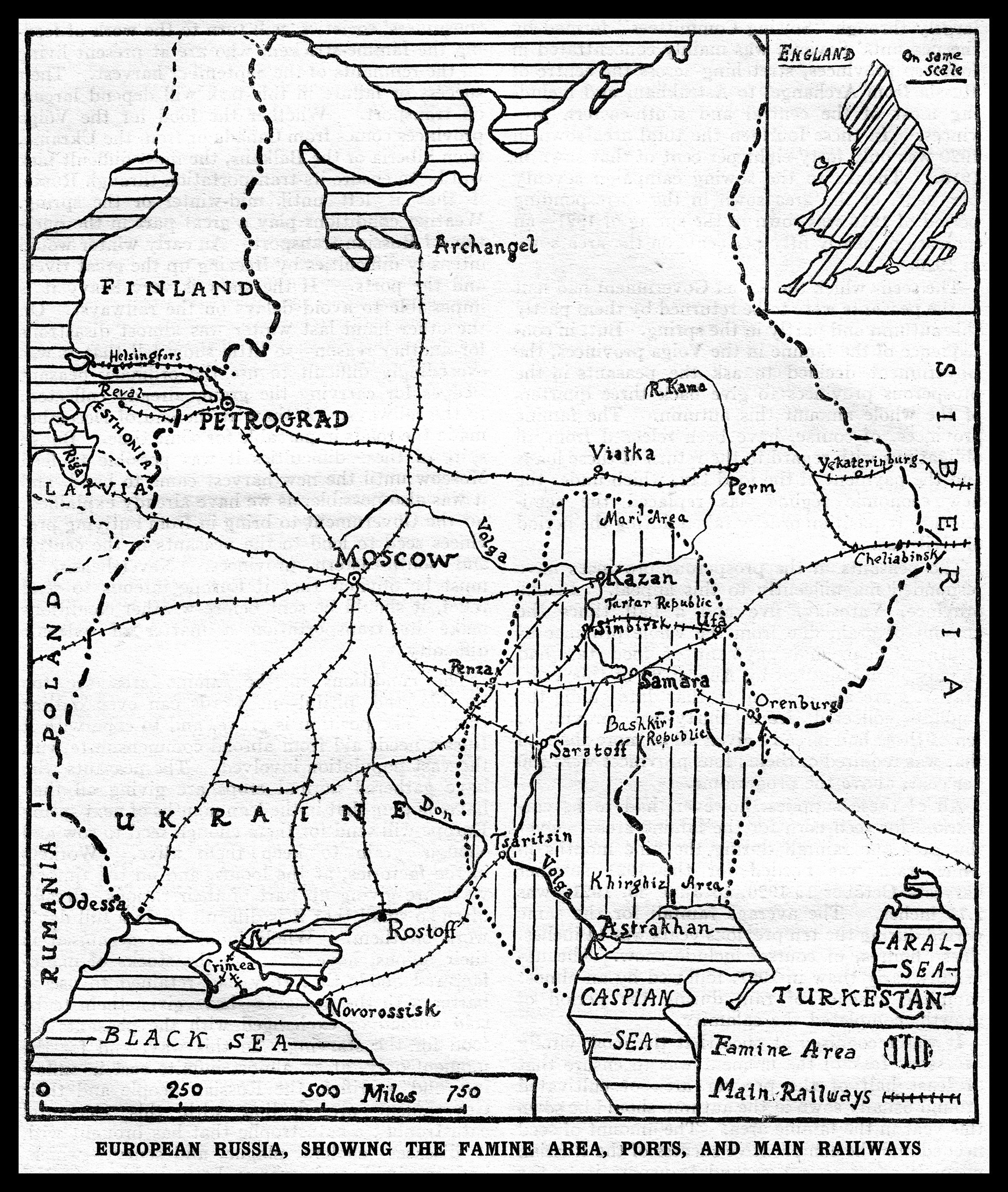
Mapa de la zona afectada por la hambruna rusa de 1921.

Por vergüenza, el gobierno bolchevique no reconoció la hambruna hasta julio de 1921. A petición de Máximo Gorki (1868-1936), uno de los más respetados escritores rusos de su tiempo, Herbert Hoover (1874-1964) organizó la ayuda internacional por medio de la American Relief Administration (ARA). Gorki organizó el POMGOL (Помгол), abreviación de Помощь голодающим, «Alivio para la Hambruna». Las condiciones del ARA eran la liberación de todos los ciudadanos estadounidenses en prisiones bolcheviques y la no interferencia de las autoridades comunistas en la entrega de ayuda. Moscú aceptó. Una vez conseguida la ayuda internacional, Lenin ordenó arrestar a todos los miembros del POMGOL el 27 de agosto, con la excepción de miembros prominentes como Gorki, bajo acusaciones de ser contrarrevolucionarios. Muchos acabaron exiliados o desterrados a zonas de acceso restringido en el interior de Rusia.
En el verano de 1922 el ARA alimentaba once millones de personas al día y traía medicinas, ropas, herramientas y semillas que resultaron fundamentales para conseguir dos grandes cosechas de 1922 y 1923, haciendo a Rusia salir de la hambruna. En cambio, la corrupta e ineficiente comisión central creada por Lenin ayudaba a menos de tres millones. La gratitud del gobierno bolchevique se tradujo en acusaciones al ARA de intentar desacreditar, espiar y derribarlo, interfiriendo en sus operaciones, registrando sus convoyes, deteniendo sus trenes, robando los suministros y arrestando a miembros de los equipos de asistencia. Sin embargo, la ayuda norteamericana no se canceló hasta que se hizo público que en plena hambruna el gobierno comunista siguió exportando millones de toneladas de cereales propios al extranjero, excusándose en comprar equipo industrial y agrícola. El ARA finalizó sus operaciones en junio de 1923. Los bolcheviques solo escribieron una breve nota formal de agradecimiento, Gorki si se mostró mucho más agradecido en una larga carta a Hoover.
De todos modos, y a pesar de los esfuerzos, unas cinco millones de personas fallecieron. La hambruna fue la principal asesina de la revolución.

### Colectivización y reinicio del conflicto
Incapaces de gobernar el campo de forma pacífica o de producir bienes manufacturados para comerciar con él, los bolcheviques solo recurrieron a atemorizarlo y tomar por la fuerza el fruto de su trabajo, iniciando un conflicto que fue una verdadera «guerra civil oculta» entre el campesinado y el naciente Estado bolchevique, caracterizada por los miles de revueltas grandes y pequeñas y motines. Tras finalizar el conflicto se dio una tensa tregua entre campesinado y Estado, pero éste volvería con la colectivización.
El 10 de marzo de 1923, Lenin sufría su tercer ataque cerebral, quedando de facto apartado de la política soviética. A partir de entonces, y sobre todo después de su muerte, el 24 de enero siguiente, se agudizó la lucha por sucederlo como líder incuestionable de la URSS. Esto impidió al régimen centrarse en reprimir y explotar como durante la guerra civil a la población, especialmente al campesinado, 85% de la misma. Así, los campesinos pudieron repartir las tierras según el reparto negro, ser libres de consumir y comercial con el fruto de su trabajo, reconstruyendo las redes mercantiles rotas desde 1914, y autogobernarse según las tradiciones de cada aldea. La presencia del Estado se redujo al mínimo. Sin embargo, esta calma solo enmascaraba la tensión entre el Estado represor y una sociedad violentada por él. En aquellos años, el terrorismo de Estado tendió a concentrarse en las zonas periféricas de la URSS, como el Cáucaso y Asia Central, zonas recientemente sometidas, de cultura no rusa y con una larga tradición de resistencia a Moscú.
Los primeros etnógrafos soviéticos que visitaron las aldeas alrededor de Moscú sentían que iban a la Amazonia. Se encontraban gente que «vivía como si estuvieran atrapados en la Edad Media». Una sociedad de vida arcaica y patriarcal, donde se creía en la brujería, se media el tiempo por estaciones y fiestas religiosas en lugar de meses, con rituales y supersticiones paganas, palizas a las esposas, ley tumultuaria, de combates a puñetazos y días de borracheras. Es verdad que desde antes de la revolución las élites urbanas veían el campo como un ambiente «particularmente obscurantista» donde la magia, los ritos religiosos y las costumbres daban terror y consuelo a gente. Medio millón de soldados se unieron al Partido Comunista después de la guerra, llevando la ideología comunista a sus aldeas durante la década de los años veinte. Ellos y la NPE modernizaron la vida de las aldeas con tendido eléctrico, hospitales, teatros, cines y bibliotecas. También se introdujeron los fertilizantes químicos, las semillas cruzadas y herramientas modernas. La producción lechera y los cultivos exclusivos para el mercado pasaron a generalizarte, que antes de la revolución fueron actividades exclusivas de la nobleza. Aumentó el intercambio de productos, herramientas y ganados con las ciudades, además del crédito. Crecieron también las cooperativas entre campesinos: «con sus instintos de pequeño propietario, sus supersticiones y su apego a la tradición, quedaría abolido por estas explotaciones agrícolas socialistas». Nació entre el campesinado una juventud alfabetizada y mucho más ambiciosa que sus padres, desafiante ante la autoridad de los ancianos y la religión, más individualista. En ellos basaría el Partido su influencia sobre el campo. Muchos jóvenes buscaban en él la manera de escapar de la aburrida vida en el campo y ayudaron a organizar la colectivización estalinista, todo con tal de romper con las antiguas formas de vida. La aldea no estaba dividida entre ricos y pobres, como creían los bolcheviques, sino que entre viejos y jóvenes.
A finales de la década los bolcheviques intentaron centralizar el poder. Para ello recurrieron a reducir el número de sóviets rurales, pero esto dejó a muchas aldeas sin ninguna autoridad en 1929, lo que imposibilitaba cobrar impuestos o hacer cumplir las leyes. El pequeño propietario rural había sido decisivamente fortalecido por la revolución y como consecuencia de la guerra civil, la mayoría de las aldeas era gobernada por su propia comunidad. El Estado solo llegaba a las ciudades con vólost. Stalin se dio cuenta de que cuanto más durará la NPE, mayor sería la distancia entre los planes del régimen y su impotencia ante el campesinado hasta que no pudieran hacer nada contra los kulak, es decir, propietarios pequeños y medianos. Mejor era adelantarse y reiniciar con ventaja la guerra civil. Solo en 1927, Stalin, tras desterrar, desplazar o eliminar a sus principales oponentes y quedar seguro como mandamás, pondrá fin a la «utopía campesina» basada en la eserovschina o «mentalidad socialista revolucionaria». Curiosamente, muchas veces se considera que Stalin “corrompió” todo lo que hizo Lenin, pero más bien fue su continuador. En el caso de sus relaciones con el campesinado, será él quien pone fin a la «desviación» de la NEP. Se iniciara ese año una mayor intervención estatal sobre la producción agrícola con una fuerte represión política, a pesar del miedo de algunos dirigentes de una nueva guerra campesina, esto hizo caer la producción, la «crisis de las cosechas», que serviría de pretexto al dictador para iniciar las colectivización al año siguiente de más de trece millones de familias campesinas (utilizándose para esto a las juventudes comunistas o komsomoles, obreros y estudiantes dirigidos por agentes del Partido o la OGPU). Como dicen algunos historiadores, «la colectivización forzada del campo fue una verdadera guerra declarada por el Estado soviético contra toda una nación de pequeños productores». Las consecuencias serían terribles y se harían sentir hasta mediados de los años treinta.
No volvió a haber resistencia del campesinado hasta los enfrentamientos contra la colectivización estalinista, la expropiación de ganados y cierres de iglesias, particularmente duros en 1930, contabilizándose ese año dos millones y medio de aldeanos participando en 14.000 revueltas, motines y manifestaciones de masas. Estas afectan principalmente Chernozem, el Cáucaso Norte y Ucrania Occidental (especialmente zonas fronterizas con Polonia y Rumania), regiones que llegaron a quedar fuera del control gubernamental. Cerca de cinco millones de ellos huyeron de los koljoses en las regiones antes mencionadas y Kazajistán. Pero este nuevo movimiento no pudo federarse ni organizarse como el anterior, no tenían dirigentes capaces ni cuadros políticos (diezmados durante la guerra civil), debían luchar con horcas y hachas (las armas de fuego fueron requisadas progresivamente durante los años veinte) y el régimen reaccionó demasiado rápido.

### Artículos
- Castillo, José Ignacio (2003). "Cien años de leninismo". La Ilustración Liberal de periódico Libertad Digital, no. 17. Resumen publicado el 12 de marzo de 2014. Consultado el 9 de enero de 2017. Artículo completo también en liberalismo.org.
- Díaz Villanueva, Fernando. "Lenin o Stalin: ¿quién fue peor?". Periódico Libertad Digital. Publicado el 15 de junio de 2011. Consultado el 9 de enero de 2017.
- Rojas Mullor, Mauricio (2012). "Marx, Lenin y el totalitarismo" Archivado el 10 de julio de 2016 en Wayback Machine.. La Ilustración Liberal de periódico Libertad Digital, no. 51. Consultado el 8 de noviembre de 2016.

### Videos
- Video "The Russian Civil War" del canal Suomi. Subido el 8 de noviembre de 2014. Consultado el 8 de noviembre de 2016. Muestra el desarrollo de la Guerra Civil Rusa mediante los cambios en los territorios controlados por los diferentes bandos día a día. El video no incluye al Estado Idel-Ural ni los territorios controlados por los verdes salvo Majnó y Antónov.
- Video The Russian Civil War: Every Other Day del canal EmperorTigestar. Subido el 29 de enero de 2017. Consultado el 7 de abril de 2020. El video no muestra la resistencia final de Wrangel en Crimea ni su ofensiva poco antes de su derrota final.
- Video The Russian Civil War: Every Day del canal Yan Xishan 閻錫山. Subido el 2 de junio de 2019. Consultado el 7 de abril de 2020.

- Datos: Q518661